# Josias de Saxa-Coburg
Prințul Frederic Josias de Saxa-Coburg-Saalfeld (germană Friedrich Josias von Sachsen-Coburg-Saalfeld; 26 decembrie 1737 – 26 februarie 1815) a fost general în armata austriacă.

## Biografie
Născut la Palatul Ehrenburg din Coburg, el a fost fiul cel mic al Ducelui Francis Josias, Duce de Saxa-Coburg-Saalfeld și a Prințesei Anna Sophie de Schwarzburg-Rudolstadt.

A fost unchiul regelui Leopold I al Belgiei (1790-1865).

### Carieră militară
Josias s-a înrolat în armata habsburgică ca colonel în 1759, a participat la Războiul de Șapte Ani și a crescut la gradul de feldmareșal locotenent în 1773. În Războiul ruso-turco-austriac din 1788, el a comandat un corp de armată și a ocupat Moldova, a capturat Hotinul în Basarabia și a împărțit victoria cu Alexander Suvorov în Bătălia de la Focșani (1 august 1789). 
După ce a bătut complet principala armată otomană condusă de Marele vizir Koca Yusuf Pașa în Bătălia de la Râmnic, el a capturat cea mai mare parte a Munteniei, inclusiv București, fiind salutat de către populație.

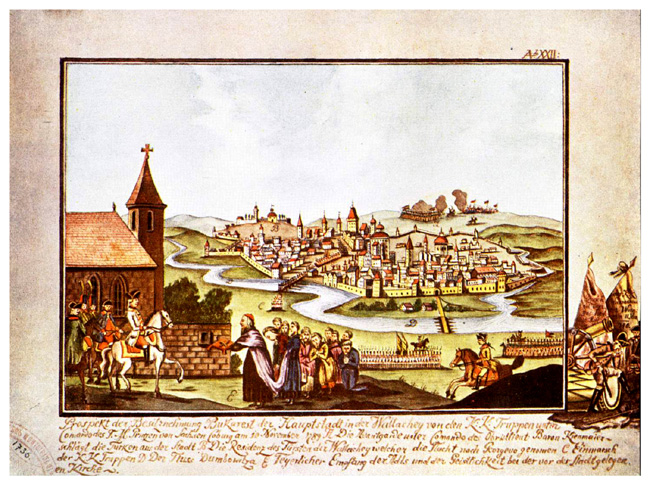
Intrarea Prințului Josias de Saxa-Coburg-Saalfeld în București, 1789

În timpul ocupației Moldovei, Josias a întâlnit-o pe Therese Stroffeck, o femeie de rând. La 24 septembrie 1789, în orașul Roman, ea i-a născut un fiu, pe nume Frederic. Josias s-a căsătorit cu Therese după întoarcerea lor la Coburg, la 24 decembrie și și-a recunoscut fiul. Frederic a fost înnobilat de împăratul austriac la 25 august 1808, iar la 17 februarie 1853 Ducele Ernst al II-lea de Saxa-Coburg-Gotha l-a creat Freiherr von Rohmann, numit după locul nașterii sale. Totuși, Frederic fiind copilul rezultat în urma unei căsătorii morganatice, el și urmașii lui au fost excluși din linia de succesiune a ducatului de Saxa-Coburg-Saalfeld.
În 1793 și 1794 Josias a comandat armata austriaco-olandeză în campania din Flandra. Având în vedere victoria sa în Războaiele Revoluției Franceze în martie 1793, el a întors regiunea sub control austriac. A intrat în Franța și a luat Condé, Valenciennes, Quesnoy și Landrecies. Cu toate acestea, din cauza poziționării nefericite, în parte din cauza dezbinării între puterile aliate, el a suferit o serie de eșecuri minore în fața armatei revoluționare franceze pe fluviul Sambre, urmate de o înfrângere decisivă la Fleurus (26 iunie 1794).
El a fost abandonat după aceea în Olanda, la care diplomații habsburgici au decis deja să renunțe. Înfuriat de acest lucru el a criticat în mod deschis politica baronului Thugut apoi Josias a demisionat din funcția de feldmareșalul și s-a retras la Coburg, unde mai târziu a murit.